# Basseri

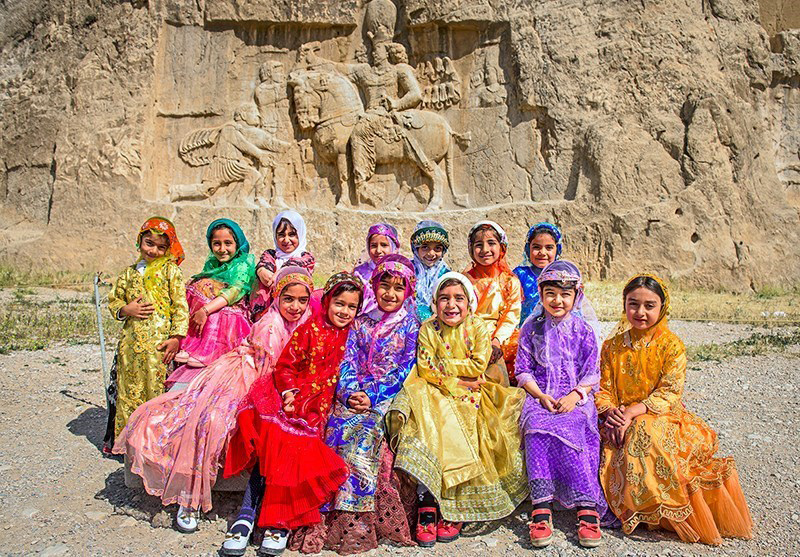
Basseri-Kinder in traditioneller Kleidung vor dem Naqsch-e Rostam.

Die Basseri oder Bassari (persisch: باسری oder باصری) sind ein persischersprachiger Nomadenstamm, der hauptsächlich in der iranischen Provinz Fars zu finden ist. Sie waren früher Teil der sogenannten Khamseh-Konföderation, zu der verschiedene Völker des südlichen Irans gehörten. Die schätzungsweise 72.000 Anhänger leben meist um Schiras. Sie leben in Clans in Zelten, deren Wirtschaft besteht meist aus der Haltung von Schafen und Ziegen, aber auch der Teppichindustrie.
Die Zahl der Bassari ist rückläufig, da viele in die Städte ziehen und die iranische Regierung die Kultur der Nomaden nicht fördert.

## Geschichte
Die Basseri sind einer von vielen Nomadenstämmen, die im Süden des Iran leben. Anders als Qashqai und Baharlu haben sie iranische Vorfahren und gehören zu den ältesten Nomadenstämme. Sie entstanden im antiken Perserreich und waren damals der größte Nomadenstamm des Reiches, damals hießen sie Pasargaden. Der pasargadische Stamm war der größte Stamm Persiens und der Stamm, der Kyros dem Großen half, das Achämenidenreich zu bilden. Sie beherrschten zahlreiche Gebiete, darunter die antike Stadt Pasargadae. Auch im Sassaniden- und Partherreich waren sie einer der einflussreichsten Nomadenstämme der Region.
Nach der Islamisierung im 7. Jahrhundert stand das Stammesgebiet unter arabischer Herrschaft und die Basseri wurden muslimisch. Im Mittelalter standen sie in der Konkurrenz mit nicht-iranischen Stämmen, die im südlichen Iran siedelten (diverse Turkstämme und Araber).
Während der Pahlavi-Dynastie begann auch die Schrumpfung des Volkes, da die Nomaden einen schlechten Zugang zu öffentlichen Einrichtungen wie Krankenhäusern und Schulen haben. Außerdem ziehen viele Nomaden in die Städte, um zu arbeiten oder zu studieren. Sie nehmen dann die in den Städten gesprochenen Dialekte an und geben die nomadische Kultur nicht an die Nachkommen weiter. Waren sie einst eine sehr einflussreiche Volksgruppe, sind sie heute einer von vielen kleinen Stämmen des südlichen Irans.

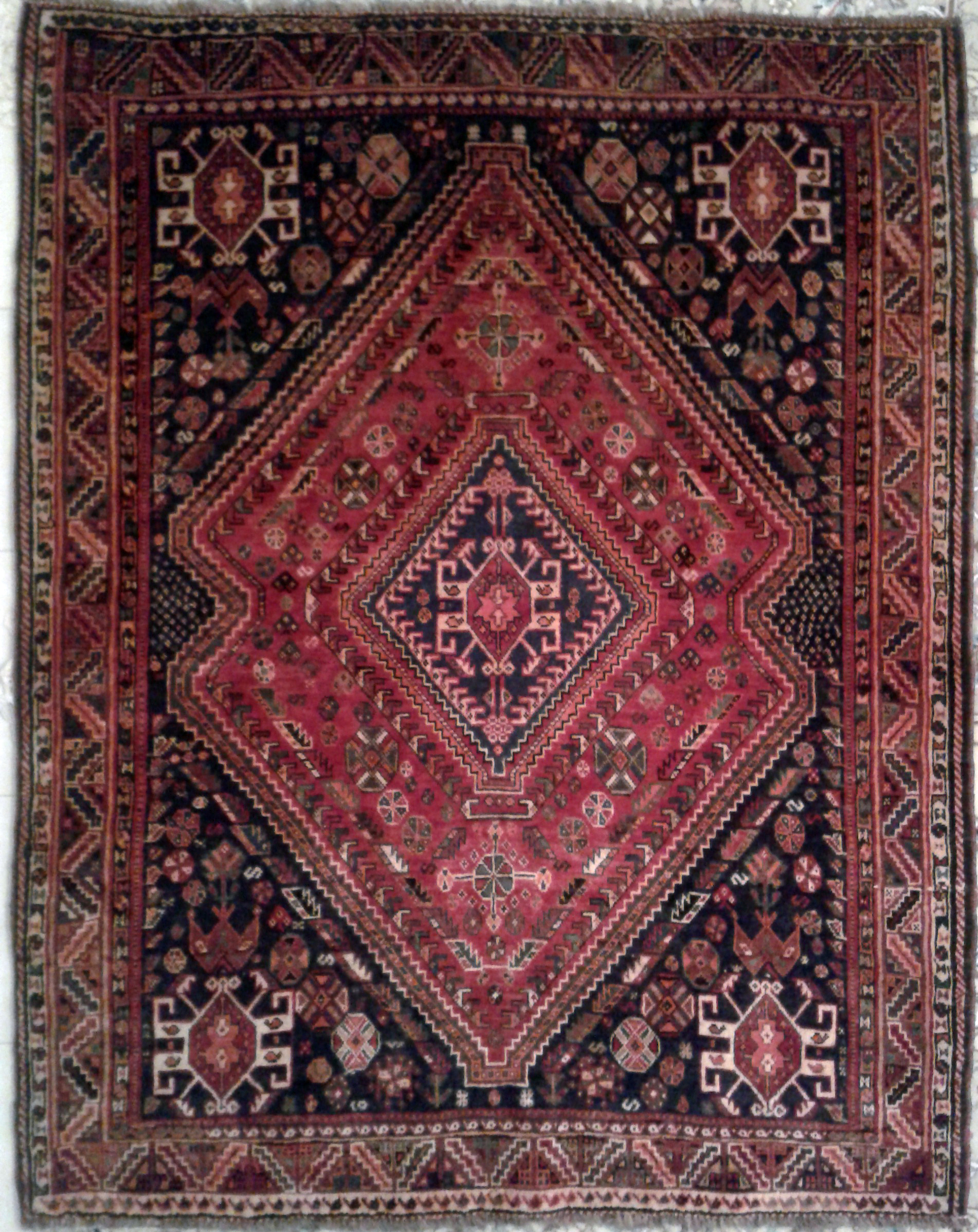
Perserteppich von Basseri

## Verbreitung

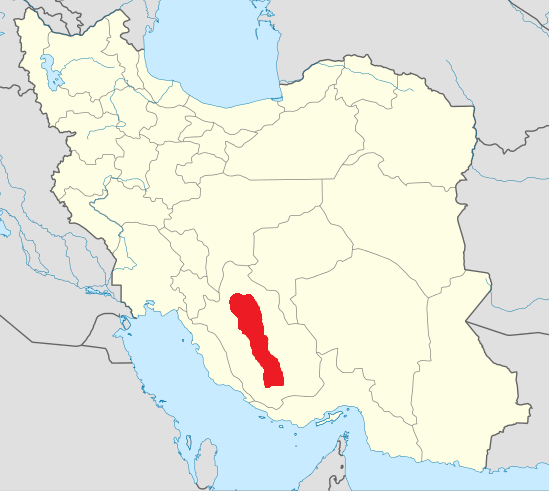
Hauptverbreitungsgebiet der Basseri im Iran

Die Basseri leben überwiegend in der iranischen Provinz Fars, wobei ihr Verbreitungsgebiet auch in die Provinzen Isfahan und Yazd reicht. Traditionell siedeln sie im Winter in der Region um Dschahroom, Lar und Evas, im Sommer ziehen sie nördlich und östlich von Schiras (Marvdascht).
Durch die starke (Binnen-)Migration leben inzwischen viele Bassaeri-Stämmige in den Großstädten Teheran, Schiras, Isfahen, Ahwaz sowie im Ausland. Diese führen jedoch ihren Lebensstil selten vor und bezeichnen sich als „Perser“.

## Name
Das Wort „Basseri“ bzw. „Bassari“ stammt ursprünglich von dem Wort „Wastaryoshan“, einer Bezeichnung für die Bürger des Sassanidenreichs. Daraus entstand die Eigenbezeichnung „Wastari“. Im Laufe der Jahrhunderte wurde aus dem „W“ ein „B“ und das „T“ wurde entfernt, damit sich der Name einfacher aussprechen lässt.

## Sprache und Religion
Die Bassari sprechen den persischen Dialekt Bassari, der viele altpersische Wörter enthält, die im modernen Persisch nicht mehr zu finden sind. Sie sind offiziell schiitische Muslime, wobei sie die Religion selten ausüben.